# Nueces para el amor
Nueces para el amor és una pel·lícula coproducció de l'Argentina i Espanya que es va estrenar a l'Argentina el 10 d'agost de 2000. Dirigida per Alberto Lecchi i protagonitzada per Gastón Pauls i Ariadna Gil.

## Sinopsi
En 1975, uns mesos abans del començament de la dictadura militar argentina, Alicia i Marcelo es coneixen en un concert de Sui Géneris. L'amor sorgeix immediatament entre ells, però el retorn del xicot d'Alicia provoca la separació. El 1982, en Madrid, els seus camins tornen a creuar-se. Després de la trobada, s'adonen que, a pesar que l'amor continua latent, els seus destins discorren per rumbs separats. Anys després, el 1990, darrere l'altre trobada casual, Marcelo decideix enfrontar els seus sentiments per Alicia: tots dos volen fer realitat el seu somni postergat des de l'adolescència.

## Producció i Rodatge
Segons la seva fitxa oficial a l'ICAA, la pel·lícula es va rodar en 33 entre l'Argentina i la ciutat de Madrid.

## Repartiment
- Gastón Pauls - Marcelo
- Ariadna Gil - Alicia
- Malena Solda - Alicia jove / Cecilia
- Nicolás Pauls - Marcelo jove
- Nancy Dupláa - Claudia
- Gabriel Goity - Metge
- Rodrigo de la Serna - Armando
- Lola Berthet - Susana
- Cristina Fridman - Isabel
- Pía Uribelarrea - Mare d'Alicia

## Premis
Premis Cóndor de Plata
- Millor actriu (Ariadna Gil)
- Millor direcció artística (María Clara Notari)
- Millor revelació femenina (Malena Solda)

Festival Internacional de Cinema de l'Havana
- Millor actriu (Ariadna Gil)
- Gran Coral (Alberto Lecchi)

Festival Internacional de Cinema de Viña del Mar
- Gran Paoa (Alberto Lecchi)
- Millor actriu (Ariadna Gil)